# German Indonesian Tsunami Early Warning System
Das German Indonesian Tsunami Early Warning System (GITEWS, „deutsch-indonesisches Tsunami-Frühwarnsystem“) soll eine mögliche Tsunami-Gefahr erkennen, um die Bevölkerung an der indonesischen Küste zu warnen. Es wurde in Folge des Erdbebens im Indischen Ozean 2004 unter der Führung des Geoforschungszentrums Potsdam zusammen mit 20 nationalen und internationalen Partnerorganisationen errichtet.

## Systemaufbau
Das Messsystem als Basis des Frühwarnsystems besteht ausschließlich aus
- Seismometern (SeisCOMP),
- GPS-Stationen (GPS-Shield) und
- Küstenpegeln (GPS-Küstenpegel).

Ein System von Bojen gehört seit 2010 nicht mehr dazu. Zwei Probleme, bedingt durch die Küstennähe, führten zur Aufgabe des Bojenkonzeptes:
- Bojen wurden von Bootsbesatzungen als Liegeplätze missbraucht und beschädigt.
- Der gemessene Meeresspiegelanstieg war aufgrund der kurzen Entfernung zum Land und der großen Tsunami-Wellengeschwindigkeit zeitlich zu kurz vor dem Eintreffen des Tsunamis an Land.

### Bojen und Sensoren
Das inzwischen aufgegebene komplexe System bestand aus Bojen  und Ozeanbodenseismometern, Erdbeben- und Wasserpegel-Messgeräten an Land sowie GPS- und Nachrichtensatelliten, deren Daten nach einem Erdbeben mit simulierten Tsunamis verglichen werden. So können mögliche Tsunamis deutlich früher, zuverlässiger und exakter erkannt und die Bevölkerung rechtzeitig gewarnt werden. Alle Komponenten kommunizieren miteinander, wobei die Daten online in einem eigens geschaffenen Rechenzentrum verfügbar sind.
Erste Schritte hat die Helmholtz-Gemeinschaft Deutscher Forschungszentren mit dem Aussetzen der ersten Boje zu Testzwecken vor Sumatra geschaffen. Auf zahlreichen Messfahrten mit dem deutschen Forschungsschiff Sonne vor den Inseln Simeuluë und Nias vor Sumatra wurde der Meeresboden in über 5000 m Tiefe vermessen und digital kartiert.
Messsonden werden derzeit vor Indonesien auf den Meeresgrund verbracht, um seismographische Veränderungen wie Erdbeben oder Hang-Abrutsche zu erkennen. Deren Sensoren korrespondieren mit den Bojen und geben akustisch die Messwerte vom Meeresboden über die Bojen weiter. Dazu wird eine Weiterentwicklung von „OBS Lobster“ genutzt, ein Ozeanbodenseismometer, der vom IFM-GEOMAR gebaut wird.

### Letzte Meile
Die Übermittlung der Warnungen an die Bevölkerung liegt in der Verantwortung der lokalen Entscheidungsträger in der Politik, bei den Medien, bei der Polizei und beim Militär. Wird eine Gefahr für die indonesische Bevölkerung erkannt, so werden diese vom GITEWS informiert. Das Letzte-Meile-Projekt des GITEWS-Projekts soll Lokalpolitiker informieren, wie die Warnung schnellstmöglich an die Bevölkerung weitergeleitet werden kann.

## Projektverlauf
Im Frühjahr 2005 erfolgte die Konzeption eines Tsunami-Frühwarnsystems durch die Helmholtz-Gemeinschaft und das BMBF.
Am 11. November 2008 wurde das Tsunami-Warnsystem feierlich vom indonesischen Präsidenten Susilo Bambang Yudhoyono eingeweiht und der offizielle Testbetrieb aufgenommen.
Am 29. März 2011 wurde das System bei einer Zeremonie in Jakarta an Indonesien übergeben und damit das GITEWS-Projekt planungsgemäß beendet.
Bereits am 14. Oktober 2011 wurde gemeldet, dass sämtliche acht Bojen des Systems außer Betrieb sind, weil sie entweder durch festgemachte Fischerboote oder durch Vandalismus zerstört wurden.

## Angebliches Systemversagen
- Bei einem Tsunami nach einem Erdbeben am 26. Oktober 2010 vor den Mentawai-Inseln westlich von Sumatra wurde gemeldet, dass das Warnsystem nicht funktioniere. Zwei Bojen in der Warnkette seien defekt gewesen, vermutlich dadurch, dass diese Bojen auch als Anlegeplätze für Fischerboote dienten.[6] Der eigentliche Grund lag allerdings in der Nähe der Inseln zum Bebenort; die Warnung durch GITEWS wurde bereits 4 Minuten 46 Sekunden nach dem Beben ausgesandt, etwa zeitgleich traf der Tsunami bereits die Pagai-Inseln.

- Beim Erdbeben in Sulawesi am 28. September 2018 konnte zu den Erdbebendaten ein 200 Kilometer von Palu entfernter Pegel der Indonesischen Agentur BMKG für eine Tsunami-Abschätzung verwendet werden, auch ohne ein noch nicht fertig gestelltes schnelleres seismisches Unterwassermessnetz nutzen zu können. Die verbreitete Warnung kam jedoch wegen der durch das Erdbeben bereits zerstörten Stromversorgung und des Ausfalls der Handymasten für die Textnachrichten nicht an der betroffenen Küste an. Viele Strandbesucher und Bewohner erkannten die Gefahr nicht rechtzeitig.[7]